# Lapras
Lapras (ラプラス, Rapurasu, /ˈlæprɪs/) – fikcyjne stworzenie z serii Pokémon. Posiada dwa typy: wodny i lodowy. Należy do Generacji 1. Jest morskim stworzeniem, a swoim wyglądem przypomina plezjozaura. W pokedexie posiada numer 131.

## Inspiracja
Lapras przypomina plezjozaura i żółwia, chociaż istnieją teorie, że ma nawiązywać do Potwora z Loch Ness.

## Wystąpienia

### W grach
Po raz pierwszy Lapras wystąpił w grze Pokemon: Red and Green. W wersji beta Pokemon: Red and Blue Lapras nazywał się „Ness”. Lapras występuje właściwie we wszystkich grach z serii Pokemon.

### Wanime
W odcinku Zagubiony Lapras Ash Ketchum wraz z Pikachu spotykają Laprasa zaatakowanego przez chuliganów, których przepędzają. Główni bohaterowie pływali na jego grzbiecie przez wszystkie odcinki rozgrywające się na Pomarańczowym Archipelagu. Ostatecznie udało się odnaleźć stado, z którego Lapras uciekł i po wspólnej przygodzie, powrócił do swoich.

## Gadżety
Lapras pojawia się na wielu gadżetach: czapkach, butelkach, koszulkach. Istnieją przypominające go maskotki i dmuchańce do pływania.
W japońskiej prefekturze Miyagi istnieje wiele atrakcji związanych z Laprasem, m.in. wypożyczalnia łódek, a także organizowane są eventy czy serwowane posiłki w kształcie Laprasa i innych pokémonów.